# جيني أوبري
جيني أوبري (بالفرنسية: Jenny Aubry)‏ هي عضوة في المقاومة الفرنسية ‏ فرنسية، ولدت في 8 أكتوبر 1903 في باريس في فرنسا، وتوفي بنفس المكان في 28 يناير 1987.